# P506iC
mova P506iC（ムーバ・ピー ごー まる ろく アイ シー）は、パナソニック モバイルコミュニケーションズが開発した、NTTドコモの第二世代携帯電話 (mova) 端末製品。
ここでは、2006年に追加されたP506iCIIについても述べる。

## 概要
Flexスタイルと呼ばれたP505iSをベースにした回転2軸型の端末。Felicaを初めて搭載した携帯電話として発売された。iアプリにはEdyがプリインストールされている。基本的な機能は、P505iSを踏襲する。主な変更点は、カメラの画素数が上がり、フラッシュが搭載された事や、カメラのオートフォーカスとサブディスプレイが廃止された事などがある。なお、モバイルSuicaには対応しない。
2006年4月8日に、色違いのP506iCIIが発売された。前者との違いは、色のみである。FOMAサービスエリアの拡大も進み、FOMA端末が普及していたため、この機種が最後に発売されたmova端末となった。

## 歴史
- 2004年6月16日: SO506iC、SH506iC、P506iC、F900iCの開発が発表される。
- 2004年7月10日: P506iC 発売。
- 2006年4月8日: P506iCII発売。
- 2012年3月31日: movaサービス終了により使用はこの日限りとなる。